# Tres Bispos
El Tres Bispos, també anomenat Tres Obispos en castellà, és una muntanya emblemàtica de la serra dels Ancares. Amb una alçada de 1794 m sobre el nivell del mar, el pic es troba just a la frontera entre les províncies de Lugo i de Lleó, entre els límits municipals de Cervantes (Galícia) i A Veiga de Espiñareda (Castella i Lleó).
El Tres Bispos va aparèixer durant la darrera orogènesi alpina, com la resta de la serra dels Ancares.
L'ascens al Tres Bispos és relativament fàcil si es fa des del lloc de Degrada, a la parròquia de Cereixedo (Cervantes). Des de Campa da Braña s'arriba ràpidament (1 km) al refugi d'Ancares. Des d'allí, la primera part transcorre per una carretera asfaltada que guanya altitud a poc a poc fins que s'arriba a la Campa de Tres Bispos. Un cop aquí un sender et porta fins al cim. Aquest recorregut es pot fer en tres hores sense parades.